# GAU-19
GAU-19/Aは、ゼネラル・エレクトリック（GE）社が開発した12.7mm口径のガトリング式重機関銃のアメリカ軍における制式名。GE社としての商品名はGECAL 50。
通常は車両、艦船または航空機に搭載されて運用される。

## 来歴
ジェット機の登場とともに航空機関砲の火力向上の必要が高まったのを受けて、ゼネラル・エレクトリック（GE）社はガトリング砲に着目して開発を進め、1957年12月に20×102mm弾を使用するモデルがM61「バルカン」として製品化された。GE社では、これをもとに口径や砲身数を変更してのバリエーション展開も志向しており、1968年から1970年にかけて、12.7×99mm弾を使用するモデル（GAU-6）も開発された。これは航空機に固定装備して空対空および空対地射撃に用いるためのもので、後には10mm弾への発展が盛り込まれたものの、肝心の10mm弾が実用化されず、12.7mm弾仕様の銃が1挺製作されるに留まった。
一方、7.62×51mm弾仕様のモデルはGAU-2B/A「ミニガン」として結実し、1964年には早くも実戦投入された。これは武装ヘリコプター・攻撃ヘリコプターに搭載されたほか、M60機関銃とともに汎用ヘリコプターのドアガンとしても多用されていたが、特に制圧射撃に用いる場合、有効射程の短さと貫通力の弱さという問題があった。12.7×99mm弾を使用するブローニングM2重機関銃であればこれらの問題は解決するが、今度は発射速度の低さや銃内弾道の不安定さといった問題があった。
1980年6月12日のアメリカ海兵隊兵器会議において、汎用ヘリコプターの搭載兵器として、発射速度を調整できる火器の必要性が提言された。この提言では、ピントルマウントを用いて射手が射撃するほかにも、固定銃としてパイロットによる射撃にも対応することが望ましいとされた。これに基づいて開発されたのが本銃であり、1983年に製作された試作銃は1984年に10,000発の試射を行った。1992年、アメリカ国防総省はGECAL 50をGAU-19/Aとして制式化した。

## 構造
上記の経緯もあり、基本的にGE社が先行して開発したGAU-8/Aの構成や動作機構を踏襲しつつ、弾薬を12.7×99mm弾に変更したモデルである。空対空射撃を想定した6銃身モデル（最大発射速度8,000発/分）と、ヘリコプター搭載を想定して軽量化した3銃身モデル（最大発射速度4,000発/分）が開発されており、GAU-19/Aとして制式化されたのは3銃身モデルであった。
ガトリング銃としての設計に基づき、銃身はそれぞれ各1個の遊底を有し、外部動力によってハウジング内部のロータで反時計周りに回転をすることで射撃が行われる。ハウジング内壁にはカム経路が形成されており、各遊底はロータの回転に伴って、このカム経路に従って可動し、下記のような工程を繰り返す。
1. 送弾 - 砲弾が薬室後方に配置される。
2. 装填 - 砲弾が薬室内に挿入される。
3. 閉鎖 - 遊底が薬室を閉鎖し、撃発できる状態とする。
4. 開放 - 撃発後、薬室を開放する。
5. 抽筒 - 薬莢を薬室から引き出す。
6. 蹴出 - 薬室から引き出された薬莢が排出される。

これらの工程を繰り返すための動力としては電動機が標準的に用いられるが、ガス圧作動方式とするオプションもある。また航空機関銃として用いる場合、エンジンからの抽気を用いることもできる。
給送弾には、M61やGAU-8/Aと同様のコンベアを用いたリンクレス式の機構のほか、標準的なM9 リンクを用いることもできる。このために、金属製のリンクを除去する機構が開発された。またリンクレス式の機構であれば薬莢を弾倉に回収する構成とすることもできる。

## 実装

### 機上型
アメリカ軍では、もともと、GAU-19/Aはオスプレイの搭載兵装として導入したという経緯があり、試験も行われたものの、装備化に至っていない。またARH-70にも搭載予定だったが、こちらは2008年10月に計画自体が中止された。
アメリカ本国ではないが、コロンビアやチュニジア向けのUH-60には、GAU-19/Aを艤装した機体がある。

### 艦載型
海上保安庁のかがゆき型巡視艇は、当初は人力で旋回・俯仰を行う13mm単装機銃（ブローニングM2重機関銃）を搭載していたが、平成18年度以降の計画艇ではGAU-19を単装マウントと組み合わせて搭載した。これは操舵室上の赤外線捜索監視装置との連接によって目標追尾型遠隔操縦機能（RFS）を備えている。

### 車載型
アラブ首長国連邦（UAE）では、GAU-19/Aをハンヴィーに搭載して運用している。

## 登場作品

### アニメ・漫画
『機動警察パトレイバー 2 the Movie』
都内に出動した自衛隊ヘリコプターにドアガンとして搭載されたものが登場。

### ゲーム
『アンチャーテッド 黄金刀と消えた船団』
高火力だが重く、移動速度が落ちる他、初弾発射までタイムラグがあるため隙が大きい。背中には背負えないため、他の武器に切り替えるとその場に投げ捨てることになる（再度拾うことは可能）。また、持ったままエリア移動はできない。
『グランド・セフト・オートシリーズ』
『GTA:LCS』
「ミニガン」の名称でキャリングハンドルを取り付け、手持ちが可能なように改造したものが登場する。
『GTA:VCS』
『GTA:LCS』同様に、「ミニガン」の名称で手持ち型が登場する。
『GTA:O』
2017年8月1日に追加された車両「インサージェントトラックカスタム」の武装として「.50口径ミニガン」という名称で登場する。
『コール オブ デューティシリーズ』
『CoD:BO2』
2025年に「デスマシーン」の名称で近代化改修されたものが登場する。
『CoD:BO3』
「Death Machine」の名称で近代化改修を施したものが登場する。
『CoD:AW』
「GAU-3/A」の名称でASTの腕に装備されているほか、「XMG」の名称で両腕に装備するタイプも登場する。キャンペーンとマルチで連射速度が違う。